# Love and Monsters
Love and Monsters ist ein US-amerikanischer Science-Fiction-Film von Michael Matthews. Produzent war unter anderem Shawn Levy. Der Film feierte am 16. Oktober 2020 in den USA seine Premiere. Die internationalen Veröffentlichungsrechte sicherte sich Netflix, wo der Film am 14. April 2021 veröffentlicht wurde.

## Handlung
Nach der Zerstörung eines auf die Erde zusteuernden Asteroiden durch Raketen bewirkt der chemische Fallout, dass alle Kaltblüter zu großen Monstern mutieren. Durch die Monster und den Kampf der Armeen gegen sie wird der Großteil der Menschheit ausgelöscht. Während der Evakuierung seiner Heimatstadt Fairfield wird Joel Dawson von seiner Freundin Aimee getrennt, verspricht aber, sie zu finden; seine Eltern werden auf der Flucht von einem Monster getötet.
Sieben Jahre später lebt Joel in einem der vielen unterirdischen Bunker, die „Kolonien“ genannt werden. Darin haben sich Überlebende zusammengefunden, suchen nach Vorräten und kämpfen gegen Monster. Da Joel dafür berüchtigt ist, in gefährlichen Situationen zu erstarren, übernimmt er das Kochen und Reparaturen. Per CB-Funk halten verschiedene Kolonien Kontakt; sechs Monate zuvor hat Joel so erstmals wieder mit Aimee gesprochen. Nachdem eine riesige Ameise in seine Kolonie eindringt und einen der Überlebenden tötet, macht sich Joel auf den gefährlichen Weg in den Westen zur Kolonie, in der Aimee lebt.
Auf dem Weg durch die Vorstädte wird Joel von einem riesigen Krötenmonster angegriffen, wird aber durch das Auftauchen eines streunenden Hundes namens „Boy“ gerettet. Dieser bringt Joel zunächst zu seinem verlassenen Heim, folgt ihm später auf seiner Reise und warnt ihn vor giftigen Beeren und anderen Gefahren. Joel fällt in ein Nest von wurmartigen „Sand-Gobblern“, als zwei Überlebende, Clyde Dutton und Minnow, ihn retten. Sie sind auf dem Weg nach Norden in die Berge, wo das kältere Wetter und die höhere Lage weniger Monster bedeuten. Sie bringen Joel einige grundlegende Überlebenstechniken sowie das Schießen mit der Armbrust bei und zeigen ihm, dass nicht alle Monster feindlich gesinnt sind, indem sie ihm demonstrieren, dass man die Gefährlichkeit der Monstern an ihren Augen erkennen kann. Sie laden Joel ein, bei ihnen zu bleiben, aber Joel besteht darauf, dass er Aimee finden muss. Als sich ihre Wege trennen, schenkt Clyde Joel eine Handgranate.
Auf dem weiteren Weg wird Boy von einem riesigen Tausendfüßler-Monster gefangen. Joel erstarrt, aber schließlich erschießt er das Monster mit seiner Armbrust und rettet Boy. In einem verlassenen Motel treffen sie auf einen Humanoiden Roboter namens Mav1s, der weibliche Attribute aufweist. Bevor ihre Batterie erschöpft ist, kann Mav1s Joels Funkgerät kurz mit Strom betreiben, so dass er mit Aimee sprechen kann. Er erfährt, dass neue Überlebende mit einer Yacht ihre Kolonie erreicht haben und versprechen, die Kolonisten in Sicherheit zu bringen. Am nächsten Tag werden Joel und Boy von einer Sand-Gobbler-Königin angegriffen. Sie verstecken sich, aber Boy bellt und verrät so ihre Position. Joel tötet die Königin mit der Handgranate, schreit aber Boy an, weil er sie in Gefahr gebracht hat, woraufhin dieser wegläuft. Beim Durchschwimmen eines Fluss wird Joel von giftigen Blutegeln attackiert und halluziniert, kann sich aber mit Farnblättern, die ein Gegengift enthalten, retten. Kurz bevor er zusammenbricht, sieht er Aimee.
Joel wacht in einem Bett auf und sieht Aimee. Sie leitet eine Strandkolonie voller älterer Überlebender, die von ihr abhängig sind. Joel wird den jüngeren Neuankömmlingen – Cap und seiner Yacht-Crew – vorgestellt. Als abends alle ihre bevorstehende Abreise feiern, gesteht Aimee, dass sie froh ist, Joel zu sehen, aber ein anderer Mensch geworden ist und immer noch um jemanden trauert, der ihr nahe stand. Joel beschließt, zu seiner Kolonie zurückzukehren und kontaktiert sie über Funk. Er erfährt, dass es auch um seine Heimatkolonie schlecht steht. Cap schickt Joel einige Beeren, die dieser als giftig erkennt und daher Cap nicht trauen kann. Er eilt los, um Aimee zu warnen, wird aber bewusstlos geschlagen, während die Kolonisten betäubt werden.
Joel, Aimee und der Rest ihrer Kolonie erwachen gefesselt am Strand. Cap enthüllt, dass seine Gruppe davon lebt, in Kolonien Vorräte zu stehlen und dass ihre Yacht von einem Krabbenmonster gezogen wird, das Cap mit einer elektrifizierten Kette kontrolliert. Cap zwingt die Krabbe mit Stromstößen an den Strand, um die Kolonisten zu fressen. Joel und Aimee können sich befreien und kämpfen gegen die Krabbe und die Piraten um ihr Leben. Auch Boy kehrt zurück, um zu helfen. Als Joel feststellt, dass die Riesenkrabbe nicht feindlich ist, indem er ihr in die Augen sieht, befreit er sie durch Zerstören der Elektrokette. Die Krabbe lässt Joel und die Kolonisten unverletzt und tötet stattdessen Cap und seine Crew, wobei sie die Yacht versenkt.
Joel empfiehlt Aimee und ihrer Kolonie, nach Norden zu reisen. Nach einem romantischen Abschiedskuss verspricht Aimee, dass sie ihn finden wird. Joel wandert den ganzen Weg zurück zu seiner Kolonie; die Kolonisten begrüßen ihn erfreut. Alle beschließen, nach Norden in die Berge  zu gehen. Über das CB-Funk-Gerät inspiriert Joel andere Kolonien, an die Oberfläche zu gehen und ihnen zu folgen. Clyde und Minnow, die bereits in den Bergen sind, haben den Aufbruch der Kolonisten in die Berge verfolgt und fragen sich, ob Joel diese Reise überleben wird.

## Produktion
2012 bestätigte Paramount Pictures die Arbeit an einem Monsterfilm mit Shawn Levy als Produzent. Er wurde als postapokalypser Film mit einer Liebesgeschichte beschrieben. Im Oktober 2018 wurde Dylan O’Brien als Hauptdarsteller und Michael Matthews als Regisseur bestätigt. Fünf Monate später wurde der restliche Cast um Michael Rooker, Dan Ewing, Jessica Henwick und Ariana Greenblatt erweitert.
Der Produzent Shawn Levy sagte, der Film habe immens von der Arbeit des Kameramanns Lachlan Milne, mit dem er zuvor an Stranger Things gearbeitet habe, profitiert. Die Stunts wurden von Glenn Suter koordiniert, der bei seiner Rückkehr mit O’Brien zusammengearbeitet hatte, um den dritten Maze Runner-Film fertigzustellen, nachdem er während eines Stunts einen schweren Unfall erlitten hatte. Die Hunde wurden von Zelie Bullen trainiert; der Haupthund hieß Hero und sein Double hieß Dodge.
Der Film sollte ursprünglich am 6. März 2020 erscheinen, wurde jedoch auf den 17. April 2020 und anschließend auf fast ein Jahr am 12. Februar 2021 verschoben. Paramount bestätigte später, dass aufgrund der COVID-19-Pandemie der Film als Video-on-Demand veröffentlicht werden und in den Vereinigten Staaten am 16. Oktober seine Premiere haben soll. Der Titel wurde zuvor von Monster Problems auf Love and Monsters geändert.

## Synchronisation
Die deutschsprachige Synchronisation wurde von VSI Berlin erstellt. Verantwortlich für die Dialogregie und das Dialogbuch war Tarek Helmy.
| Rolle        | Darsteller      | Synchronsprecher  |
| ------------ | --------------- | ----------------- |
| Joel Dawson  | Dylan O’Brien   | Ozan Ünal         |
| Aimee        | Jessica Henwick | Kaya Marie Möller |
| Clyde Dutton | Michael Rooker  | Tobias Lelle      |
| Cap          | Dan Ewing       | Roman Wolko       |

## Rezeption
- Lexikon des internationalen Films: „Ein charmantes Fantasy-Spektakel als augenzwinkerndes Helden-Abenteuer. Der Film glänzt nicht nur durch sein kreatives Creature Design, sondern auch durch sympathische Figuren und einen bei aller postapokalyptischen Dramatik erstaunlich freundlichen Blick auf Mensch und Tier.“[7]

## Auszeichnungen (Auswahl)
Der Film war 2021 in zwei Kategorien bei den Critics’ Choice Super Awards nominiert. 2021 wurde der Film für den Oscar in der Kategorie Beste visuelle Effekte nominiert.